# Liste der Kulturdenkmale in Barleben

Wappen von Barleben

In der Liste der Kulturdenkmale in Barleben sind alle Kulturdenkmale der Gemeinde Barleben im Landkreis Börde in Sachsen-Anhalt und ihrer Ortsteile aufgelistet. Grundlage ist das Denkmalverzeichnis des Landes Sachsen-Anhalt, das auf Basis des Denkmalschutzgesetzes des Landes Sachsen-Anhalt vom 21. Oktober 1991 durch das Landesamt für Denkmalpflege und Archäologie Sachsen-Anhalt erstellt und seither laufend ergänzt wurde (Stand: 31. Dezember 2020).

## Kulturdenkmale nach Ortsteilen

### Barleben
| Lage                                                | Bezeichnung                    | Beschreibung | Erfassungs- nummer | Ausweisungsart | Bild                           |
| --------------------------------------------------- | ------------------------------ | --- | ------------------ | -------------- | ------------------------------ |
| an der alten B189 nördlich von Barleben (Karte)     | Distanzstein                   | | 094 15929          | Kleindenkmal   | Weitere Bilder                 |
| Alte Kirchstraße 6 (Karte)                          | Wohnhaus Alte Kirchstraße 6    | Wohnhaus in Fachwerkbauweise eines mittleren Bauern vom späten 18./frühen 19. Jahrhundert                              | 094 15925          | Baudenkmal     | Wohnhaus Alte Kirchstraße 6    |
| Alte Kirchstraße 8 (ehemals Kirchstraße 44) (Karte) | Pfarrhaus Barleben             | Pfarrhaus aus dem späten 18. Jahrhundert                                                                               | 094 15924          | Baudenkmal     | Pfarrhaus Barleben             |
| Alte Kirchstraße 10 (Karte)                         | St. Peter und Paul (Barleben)  | Kirche | 094 15926          | Baudenkmal     | Weitere Bilder                 |
| Alte Kirchstraße 21 (Karte)                         | Arnstedter Hof                 | Adelshof | 094 15923          | Baudenkmal     | Arnstedter Hof                 |
| Bahnhofstraße 19 (Karte)                            | Villa                          | | 094 15915          | Baudenkmal     | Villa                          |
| Bahnhofstraße, Breiteweg Am Lindenhof (Karte)       | Friedhof                       | neuer Friedhof | 094 75546          | Baudenkmal     | Weitere Bilder                 |
| Breiteweg, am alten Friedhof (Karte)                | Kriegerdenkmal Barleben        | | 094 75058          | Baudenkmal     | Kriegerdenkmal Barleben        |
| Breiteweg 147 (Karte)                               | Gutshof                        | | 094 15920          | Baudenkmal     | Gutshof                        |
| Breiteweg 147, 148, 149, 150 (Karte)                | Straßenzeile Breiteweg 147–150 | Straßenzeile mit Bauernhäusern aus der Zeit zwischen dem 17. und 20. Jahrhundert                                       | 094 15917          | Denkmalbereich | Straßenzeile Breiteweg 147–150 |
| Breiteweg 149 (Karte)                               | Alte Post                      | Wohnhaus zweigeschossiges Wohnhaus in Fachwerkbauweise aus dem Jahr 1680, bemerkenswert das gut erhaltene Zierfachwerk | 094 15922          | Baudenkmal     | Alte Post                      |
| Breiteweg 150 (Karte)                               | Wohnhaus Breiteweg 150         | Wohnhaus zweigeschossiges Wohnhaus aus dem 19. Jahrhundert im Stil des Eklektizismus                                   | 094 70162          | Baudenkmal     | Wohnhaus Breiteweg 150         |
| Breiteweg Am Lindenhof Ortsmitte (Karte)            | Friedhof                       | Alter Friedhof Barleben                                                                                                | 094 75057          | Baudenkmal     | Weitere Bilder                 |
| Ernst-Thälmann-Straße 2 (Karte)                     | Wohnhaus                       | ehem. Zachauhof II | 094 75512          | Baudenkmal     | Wohnhaus                       |
| Ernst-Thälmann-Straße 21 (Karte)                    | Wohnhaus                       | | 094 15928          | Baudenkmal     | Wohnhaus                       |
| Ernst-Thälmann-Straße 22 (Karte)                    | Villa                          | | 094 15916          | Baudenkmal     | Villa                          |
| Nordstraße 4 (Karte)                                | Bauernhaus                     | | 094 75547          | Baudenkmal     | Bauernhaus                     |

### Ebendorf
| Lage                     | Bezeichnung    | Beschreibung | Erfassungs- nummer | Ausweisungsart | Bild           |
| ------------------------ | -------------- | ------------ | ------------------ | -------------- | -------------- |
| Auf dem Friedhof (Karte) | Kriegerdenkmal |              | 094 75182          | Baudenkmal     | Kriegerdenkmal |
| Kirchstraße (Karte)      | Kriegerdenkmal |              | 094 75183          | Baudenkmal     | Kriegerdenkmal |
| Kirchstraße 1 (Karte)    | Kirche         |              | 094 75181          | Baudenkmal     | Kirche         |
| Kirchstraße 23 (Karte)   | Inschriftstein |              | 094 75184          | Baudenkmal     | Inschriftstein |
| Kirchstraße 24 (Karte)   | Pfarrhaus      |              | 094 75185          | Baudenkmal     | Pfarrhaus      |

### Meitzendorf
| Lage                       | Bezeichnung    | Beschreibung                                         | Erfassungs- nummer | Ausweisungsart | Bild           |
| -------------------------- | -------------- | ---------------------------------------------------- | ------------------ | -------------- | -------------- |
| Alte Dorfstraße 1 (Karte)  | Pfarrhaus      |                                                      | 094 70474          | Baudenkmal     | Pfarrhaus      |
| Alte Dorfstraße 4 (Karte)  | Wohnhaus       |                                                      | 094 70477          | Baudenkmal     | Wohnhaus       |
| Alter Dorfplatz 1 (Karte)  | Toranlage      |                                                      | 094 70478          | Baudenkmal     | Toranlage      |
| Kirchplatz (Karte)         | Kirche         | Die Kirche St. Petri befindet sich in der Ortsmitte. | 094 70475          | Baudenkmal     | Weitere Bilder |
| Lange Straße 11 (Karte)    | Wohnhaus       |                                                      | 094 75217          | Baudenkmal     | Wohnhaus       |
| Neue Bahnhofstraße (Karte) | Kriegerdenkmal | Das Kriegerdenkmal befindet sich auf dem Friedhof.   | 094 70476          | Baudenkmal     | Kriegerdenkmal |

## Ehemalige Kulturdenkmale nach Ortsteilen
Die nachfolgenden Objekte waren ursprünglich ebenfalls denkmalgeschützt oder wurden in der Literatur als Kulturdenkmale geführt. Die Denkmale bestehen heute jedoch nicht mehr, ihre Unterschutzstellung wurde aufgehoben oder sie werden nicht mehr als Denkmale betrachtet.

### Barleben
| Lage                                              | Bezeichnung            | Beschreibung | Erfassungs- nummer | Ausweisungsart | Bild                 |
| ------------------------------------------------- | ---------------------- | --- | ------------------ | -------------- | -------------------- |
| Breiteweg 50 (ehemals Burgenser Straße 1) (Karte) | Heimatstube Barleben   | Wohnhaus zweigeschossiges Fachwerkhaus aus dem Jahr 1801, noch 2001 im Denkmalverzeichnis aufgeführt, wird jedoch zumindest ab 2015 nicht mehr als Denkmal geführt | 094 70210          | Baudenkmal     | Heimatstube Barleben |
| Breiteweg 148 (Karte)                             | Wohnhaus Breiteweg 148 | bäuerliches Wohnhaus von 1818 mit Wirtschaftsgebäuden aus dem zweiten Drittel des 19. Jahrhunderts, Anfang des 21. Jahrhunderts bis auf die Toranlage abgerissen   | 094 15921          | Baudenkmal     | BW                   |

## Legende
In den Spalten befinden sich folgende Informationen:
- Lage: Nennt den Straßennamen und wenn vorhanden die Hausnummer des Kulturdenkmals. Die Grundsortierung der Liste erfolgt nach dieser Adresse. Der Link „Karte“ führt zu verschiedenen Kartendarstellungen und nennt die geographischen Koordinaten.
Link zu einem Kartenansichtstool, um Koordinaten zu setzen. In der Kartenansicht sind Baudenkmale ohne Koordinaten mit einem roten bzw. orangen Marker dargestellt und können in der Karte gesetzt werden. Baudenkmale ohne Bild sind mit einem blauen bzw. roten Marker gekennzeichnet, Baudenkmale mit Bild mit einem grünen bzw. orangen Marker.
- Offizielle Bezeichnung: Nennt den Namen, die Bezeichnung oder zumindest die Art des Kulturdenkmals und verlinkt, soweit vorhanden, auf den Artikel zum Objekt.
- Beschreibung: Nennt bauliche und geschichtliche Einzelheiten des Kulturdenkmals, vorzugsweise die Denkmaleigenschaften.
- Erfassungsnummer: Für jedes Kulturdenkmal wird in Sachsen-Anhalt eine 20stellige Erfassungsnummer vergeben. Die letzten zwölf Ziffern werden für die Untergliederung nach Teilobjekten genutzt und werden nur angegeben, soweit vergeben. In dieser Spalte kann sich folgendes Icon  befinden, dies führt zu Angaben zu diesem Baudenkmal bei Wikidata.
- Ausweisungsart: Die Einordnung des Denkmales nach § 2 Abs. 2 DenkmSchG LSA
- Bild: Ein Bild des Denkmales, und gegebenenfalls einen Link zu weiteren Fotos des Kulturdenkmals im Medienarchiv Wikimedia Commons. Wenn man auf das Kamerasymbol klickt, können Fotos zu Kulturdenkmalen aus dieser Liste hochgeladen werden: